# Carmo-Lact Prod
Carmolact Prod este o companie producătoare de lactate și brânzeturi din România.
Singurul punct de lucru al companiei CarmoLact Prod este în localitatea Monor, județul Bistrița-Năsăud, unde firma deține trei fabrici.
Acționarii firmei sunt oamenii de afaceri Ioan Neagos și Creosteanu Eugen-Adrian, cu 50% din acțiuni fiecare.
Compania deține mărcile Făgăraș, Monor și Tihuța.
Număr de angajați în 2010: 180
Cifra de afaceri:
- 2009: 46,1 milioane lei (11 milioane euro)[2]
- 2006: 9 milioane euro[3]